# James McEwan
James Patrick „Jamie“ McEwan (* 24. September 1952 in Olney, Maryland; † 14. Juni 2014) war ein US-amerikanischer Kanute im Kanuslalom.

## Erfolge
James McEwan nahm an den Olympischen Spielen 1972 in München mit dem Einer-Canadier teil. In zwei Läufen gelang ihm im zweiten Durchgang mit 335,95 Punkten das beste Resultat, womit er den Wettbewerb hinter Reinhard Eiben aus der DDR und Reinhold Kauder aus der Bundesrepublik Deutschland auf dem dritten Platz beendete und die Bronzemedaille gewann. Ein Jahr zuvor war er bereits US-amerikanischer Meister geworden. Bei den Weltmeisterschaften 1987 in Bourg-Saint-Maurice sicherte er sich mit Lecky Haller im Zweier-Canadier die Silbermedaille.
Mit Haller startete er im Zweier-Canadier auch bei den Olympischen Spielen 1992 in Barcelona. Bei dem Wettkampf wurden wie schon 1972 zwei Läufe durchgeführt, wobei der schnellste für die Gesamtwertung herangezogen wurde. Nach 136,35 Punkten im ersten Lauf verbesserten sie sich im zweiten Lauf auf 128,05 Punkte, verpassten als Vierte aber knapp einen Medaillengewinn. McEwan startete mit seinem Sohn Devin bei den Ausscheidungswettkämpfen anlässlich der Olympischen Spiele 2008, die Qualifikation misslang jedoch.
1975 schloss McEwan ein Literaturstudium an der Yale University ab. Er veröffentlichte zahlreiche Kinderbücher.